# Marcipalina submarginalis
Marcipalina submarginalis är en fjärilsart som beskrevs av M.Gaede 1939. Marcipalina submarginalis ingår i släktet Marcipalina och familjen nattflyn. Inga underarter finns listade i Catalogue of Life.